# Carlo Vitrano
Carlo Vitrano (Palermo, 10 gennaio 1938 – Palermo, 10 novembre 2020) è stato un lottatore italiano, specializzato nella lotta libera.

## Biografia
È cresciuto agonisticamente nell'Accademia Scuderi Palermo, allenato da Vincenzo Scuderi, che fu pioniere della lotta in Sicilia.
Rappresentò la Italia alle Olimpiadi di Roma 1960, dove fu eliminato al terzo turno del torneo dei pesi mosca, svolto alla Basilica di Massenzio, a seguito delle sconfitte contro il prappresentate della Squadra Unificata Tedesca Paul Neff, a punti, e contro il bulgaro Nikola Vasilev Dimitrov, per schienata.
Si laureò campione italiano di lotta libera per tre anni consecutivi, dal 1958 al 1960.

## Palmarès
| Anno | Manifestazione  | Sede | Evento              | Risultato | Note |
| ---- | --------------- | ---- | ------------------- | --------- | ---- |
| 1960 | Giochi olimpici | Roma | Pesi mosca (-52 kg) | 13º       |      |

## Competizioni nazionali
- Campionati italiani di lotta libera: 3 titoli

 Oro: Modena 1958, Venezia 1959, Faenza 1960.